# Badshahimoskén
Badshahimoskén (urdu: بادشاەى مسجد, Badshahi Masjid, ”Kejsarmoskén”) är en moské, i Lahore, Pakistan. Den är en av världens största moskéer, och uppfördes 1673 av den indiske stormogulen Aurangzeb. Sedan 14 december 1993 är moskén uppsatt på Pakistans tentativa världsarvslista.